# Ferrari F355
Ferrari F355 – supersamochód klasy kompaktowej produkowany przez włoską markę Ferrari w latach 1994–1999.

## Historia i opis modelu

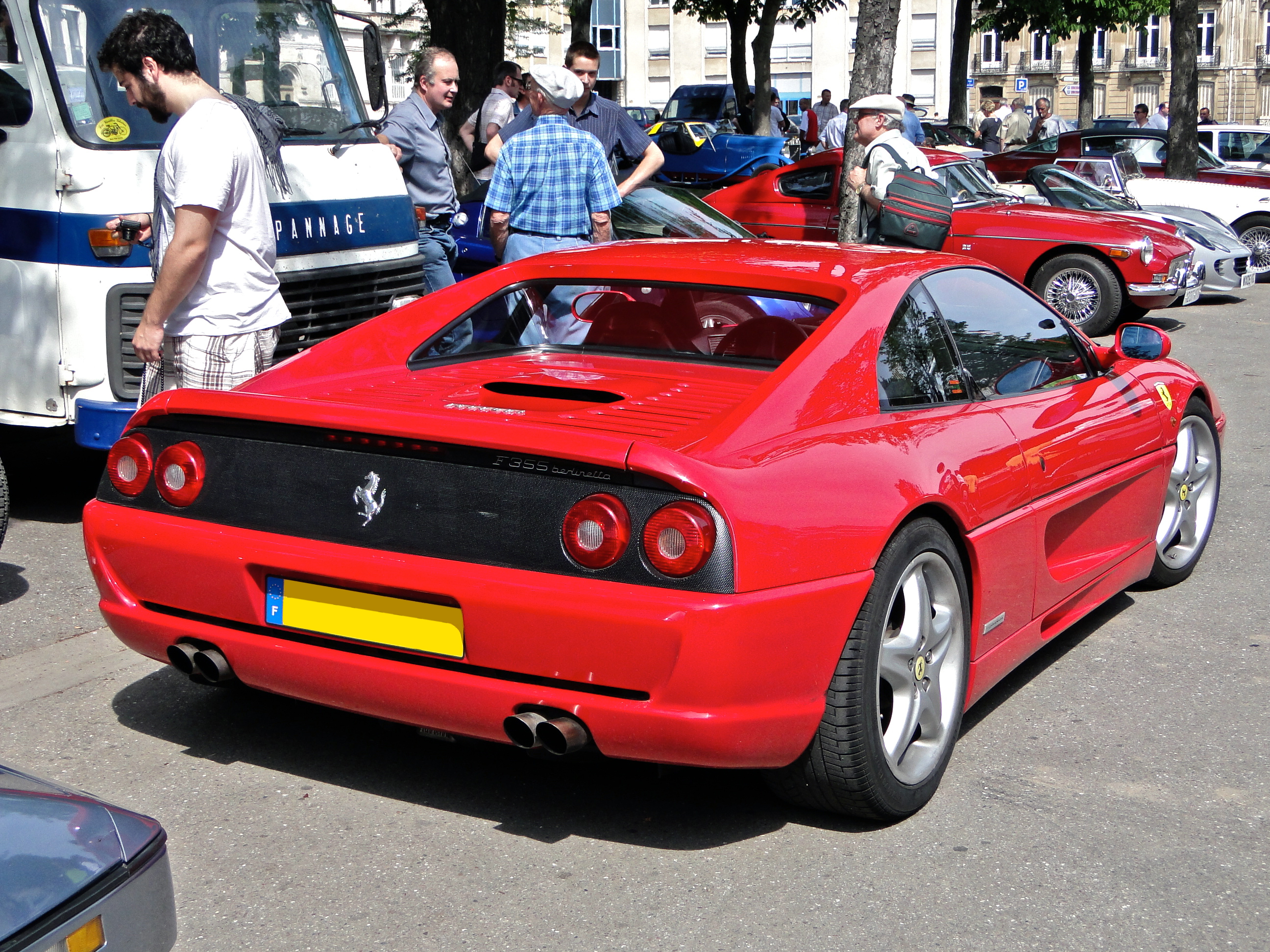
Ferrari F355 – tył
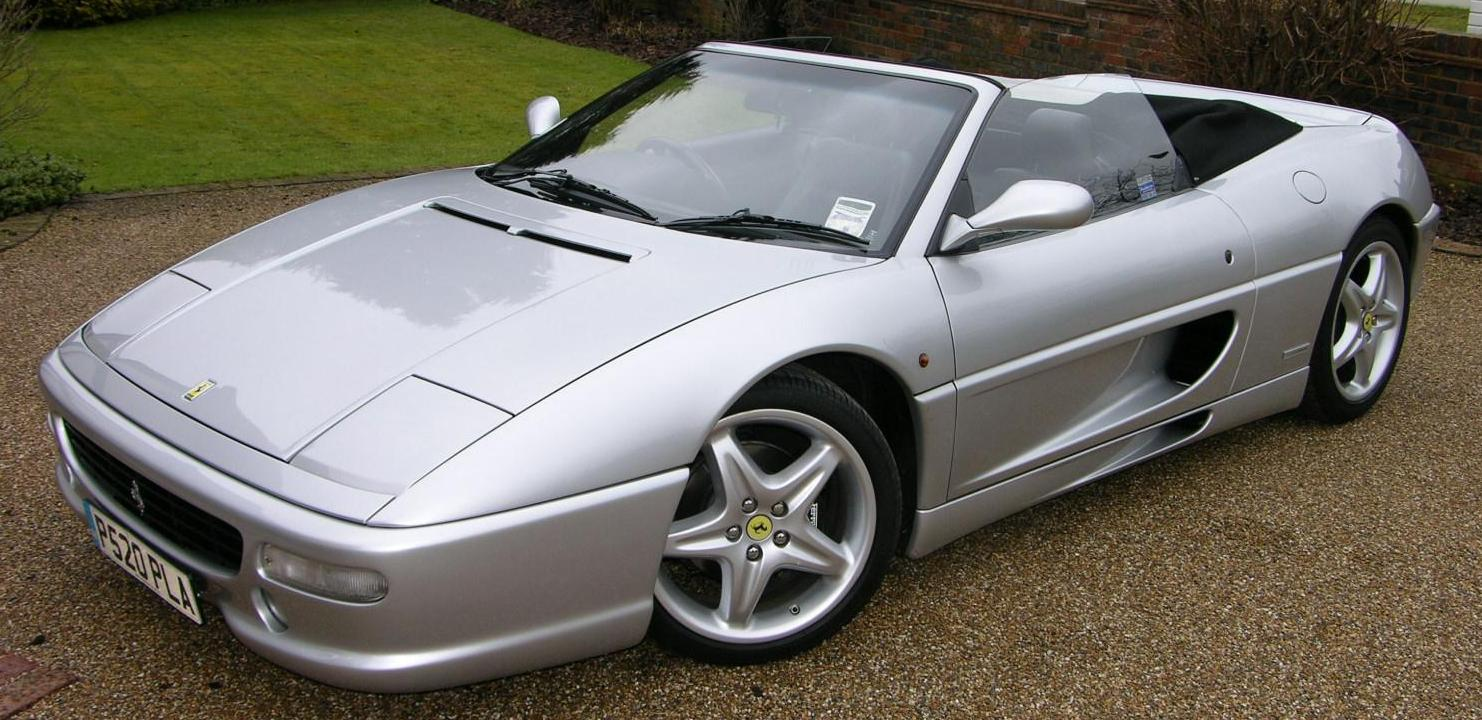
Ferrari F355 Spider
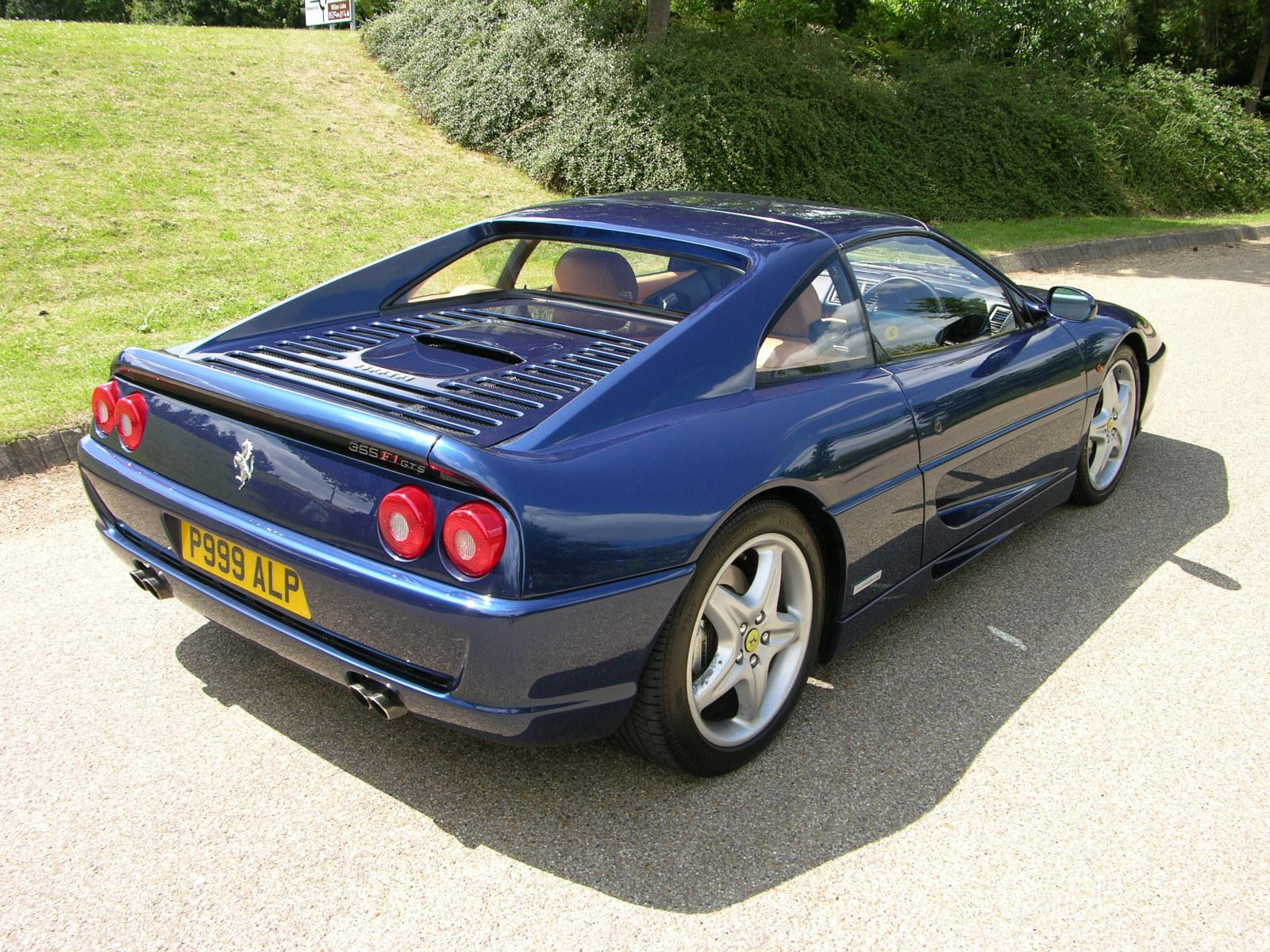
Ferrari F355 GTS

Zakończono produkcji tego modelu w 1999 i został zastąpiony przez Ferrari 360 Modena. Wersje Berlinetta i GTS produkowane były w latach 1994–1999, Spider zaś od 1995 do 1999. W 1994 powstał wariant Challenge.
Samochód jest dwuosobowy i ma centralnie umieszczony ośmiocylindrowy silnik. Największą zmianą w stosunku do 348 jest nowy silnik który zamiast 3,4 ma 3,5 l pojemności skokowej. Podobnie jak poprzednik 348 i następca 360 był najbardziej popularnym samochodem Ferrari. Wyprodukowano aż 11 273 egzemplarze przez okres 5 lat.
Po premierze wersji coupé zaprezentowano jeszcze dwie odmiany Targę (czyli model ze zdejmowaną środkową częścią dachu) i Spider (całkowicie otwartą wersję) w 1995 r. W 1998 r. do oferty wprowadzono nową sekwencyjną skrzynię biegów w stylu Formuły 1, za dodatkową opłatą £6.000, te wersje samochodu widnieją w katalogach z nazwą jako Ferrari F355 F1.
Firma Ferrari wyprodukowała jeszcze 109 egzemplarzy wyścigowej wersji Ferrari 355 Challenge, przeznaczonej do amatorskich wyścigów w klasie Ferrari Challenge. Wersja ta różniła się wyglądem w stosunku do wersji podstawowej. Nie była również dopuszczona do ruchu ulicznego. Pod koniec produkcji wyprodukowano jeszcze 100 egzemplarzy specjalnej wersji Fiorano, różniła się w stosunku do podstawowej wersji kilkoma zmianami technicznymi w zawieszeniu i hamulcach. Wszystkie samochody z tej serii to Spidery, a rozpoznać je można po specjalnej tabliczce informacyjnej na desce rozdzielczej zawierającej numer egzemplarza.

### Dane techniczne
Źródło:

### Silnik
- V8 3,5 l (3490 cm³), 5 zaworów na cylinder, DOHC[1].
- Układ zasilania: wtrysk Bo Mot 2.7[1].
- Średnica cylindra × skok tłoka: 83,00 mm × 76,00 mm[1].
- Stopień sprężania: 11,1:1.
- Moc maksymalna: 381 KM (280 kW) przy 8250 obr./min[1].
- Maksymalny moment obrotowy: 363 N•m przy 6000 obr./min.

### Osiągi
- Przyspieszenie 0-100 km/h: 4,7 s.
- Przyspieszenie 0-160 km/h: 10,6 s.
- Czas przejazdu pierwszych 400 m: 13,0 s.
- Czas przejazdu pierwszego kilometra: 23,4 s.
- Prędkość maksymalna: 295 km/h[1].

## W kulturze
Samochód ten wystąpił w teledysku Maura Picotta pt. „Proximus”, a także w teledysku Jamiroquai „Cosmic Girl”
.